# Alexander Drabik

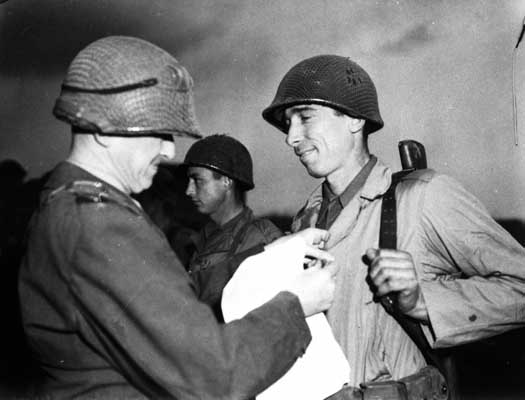
Drabik dekorowany Krzyżem Wybitnej Służby przez gen. mjr. Johna W. Leonarda, kwiecień 1945

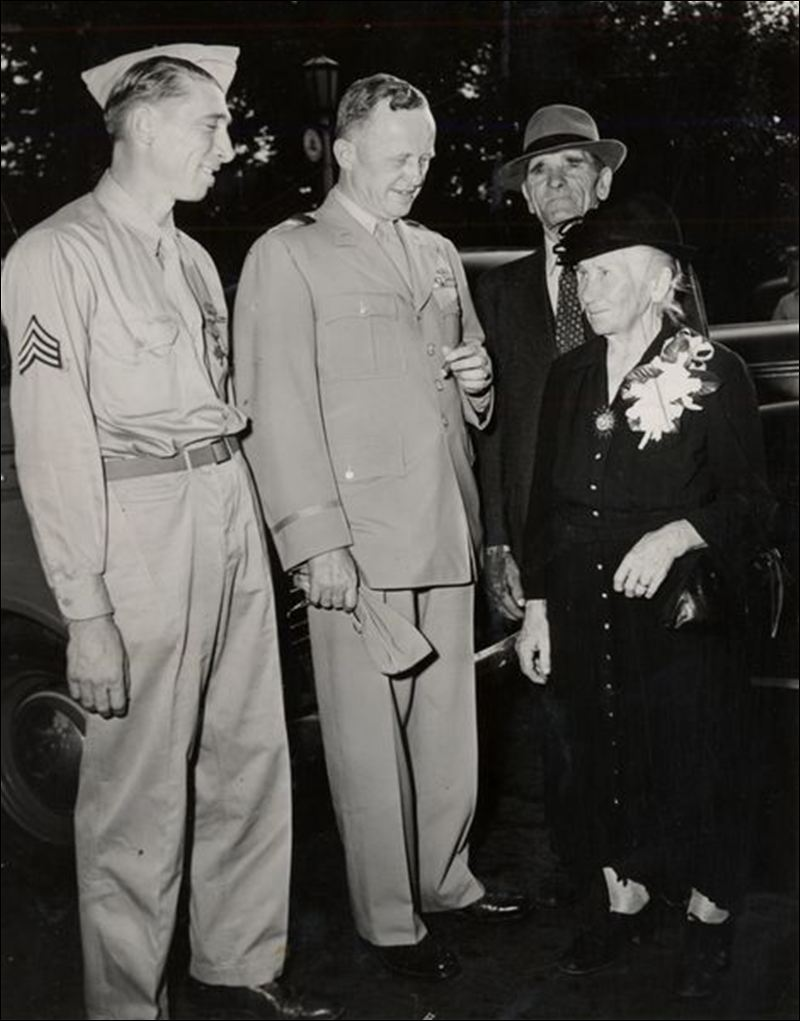
Gen. mjr John W. Leonard, sierż. Alexander A. Drabik i jego rodzice w czasie parady w Toledo, 18 sierpnia 1945

Alexander Albert Drabik (ur. 28 grudnia 1910, zm. 28 września 1993) – amerykański żołnierz pochodzenia polskiego, uczestnik II wojny światowej.
Był pierwszym amerykańskim żołnierzem, który przekroczył most Ludendorffa nad Renem w Remagen w Niemczech podczas forsowania Renu 7 marca 1945 roku. Poprowadził dwóch innych szeregowców przez most, przebiegając 398 metrów pod ostrzałem, wiedząc, że ładunki burzące przymocowane do mostu mogą zostać zdetonowane w dowolnym momencie. Za swoje czyny został odznaczony Krzyżem Wybitnej Służby.

## Życiorys
Był synem Johna D. i Frances (z domu Lewandowski) Drabik, polskich imigrantów z Szymborza. Mieszkali na farmie w pobliżu Holland i Toledo w stanie Ohio. Alex, najmłodszy spośród 14 rodzeństwa, uczęszczał do Dorr Street School, później pracował jako rzeźnik w Holland. Zaciągnął się do Armii Stanów Zjednoczonych w październiku 1942 roku.
Już podczas szkolenia wojskowego wyróżnił się, ratując 120 rekrutów, którzy zabłądzili na kalifornijskiej pustyni. Został ciężko ranny podczas bitwy o Ardeny.
7 marca 1945 roku jako dowódca drużyny w kompanii Able 27. batalionu 9 Dywizji Pancernej Drabik otrzymał rozkaz od dowódcy kompanii, porucznika Karla H. Timmermanna, aby zaatakować most Ludendorffa w Remagen w celu jego zajęcia i utrzymania. Pod ostrzałem z ciężkiego karabinu maszynowego Drabik przebiegł przez most, podczas gdy Niemcy desperacko próbowali go wysadzić. Po drodze zgubił swój hełm. Drabik był pierwszym amerykańskim żołnierzem, który dotarł na wschodnią stronę mostu. Za bohaterstwo został odznaczony Krzyżem Wybitnej Służby.
Drabik powiedział później o tych wydarzeniach:

Biegliśmy środkiem mostu, krzycząc po drodze. Nie zatrzymałem się, bo wiedziałem, że jeśli będę w ruchu, nie trafią mnie. Moi ludzie biegli w kolumnie i żaden z nich nie został trafiony. Ukryliśmy się w kilku lejach po bombach. Potem po prostu siedzieliśmy i czekaliśmy, aż przejdą inni. Tak właśnie było.

18 sierpnia 1945 roku miasto Toledo zorganizowało na jego cześć paradę z udziałem gen. mjr. Johna W. Leonarda.
Członkini Izby Reprezentantów z 9. okręgu stanu Ohio Marcy Kaptur wielokrotnie ubiegała się o przyznanie mu Medalu Honoru.
Drabik zginął w wypadku samochodowym w 1993 roku, w drodze na zjazd weteranów swojej jednostki.

## W kulturze
Czyny Alexandra Drabika zostały przypisane fikcyjnej postaci sierżanta Angelo w filmie Most na Renie. W jego rolę wcielił się Ben Gazzara. 